# Buried Alive
Burried Alive fou un grup estatunidenc de música hardcore de finals dels anys 1990 originari de la ciutat de Buffalo. El grup comptava amb el cantant de Terror, Scott Vogel.

## Trajectòria
Burried Alive fou un grup destacat de l'escena hardcore novaiorquesa de la seva època, el qual va influir en nombrosos grups d'èxit posterior. Durant la seva existència, giraren amb bandes com Snapcase, Vison of Disorder, 7 Seconds, Hot Water Music, Skarhead, Converge i Reach the Sky. El cantant, Scott Vogel, dissolgué el grup per a formar Terror. Els compositors principals, Matt Roberts i Joe Orlando, segueixen tocant junts al grup Mother Red.
El 2020, després de vint anys d'inactivitat, anunciaren la publicació de l'EP Death Will Find You amb dues cançons noves i dues de remasteritzades.

## Discografia

### EP
- 1999: Six Month Face (Victory Records)
- 2000: Split 7" amb Reach The Sky (Indecision Records)
- 2020: Death Will Find You (Bridge Nine Records)[3]

### Àlbums
- 1999: The Death of Your Perfect World (Victory Records)
- 2001: Last Rites (Victory Records)